# Artur Jędrzejczyk
Artur Jędrzejczyk (Dębica, 4 de novembro de 1987) é um futebolista polaco que atua como zagueiro. Atualmente joga pelo Légia Varsóvia.

## Carreira
Artur Jędrzejczyk fez parte do elenco da Seleção Polonesa de Futebol da Eurocopa de 2016.

## Títulos
Légia Varsóvia
- Campeonato Polonês de Futebol: 2012–13, 2013–14, 2015–16, 2016–17, 2017–18, 2019–20, 2020–21
- Copa da Polônia de Futebol: 2010–11, 2011–12, 2012–13, 2014–15, 2015–16, 2017–18